# Parco delle Rimembranze (Bergamo)
Il parco delle Rimembranze è un parco pubblico di Bergamo posto a breve distanza dalla Rocca di Bergamo in città alta. Il parco contiene lapidi e memoriali di numerosi corpi militari che hanno combattuto nelle due guerre mondiali. Tra gli esemplari esposti di maggiore interesse c'è un carro armato semovente 75/18.